# 奧莉加·加米涅娃
奧莉加·达维多夫娜·加米涅娃（俄语：Ольга Давыдовна Каменева；1883年—1941年9月21日），俄羅斯布爾什維克革命家與蘇聯政治家。她是托洛茨基之妹和列夫·加米涅夫第一任妻子。
她於1902年加入俄国社會民主工黨，很快就與馬克思主義革命家列夫·加米涅夫結婚。1908年，列夫·加米涅夫從監獄釋放後，離開俄羅斯前往日內瓦，然後前往巴黎，列夫·加米涅夫成為列寧的兩位代表之一。這對夫婦幫助列寧編輯了布爾什維克的主要雜誌《无产者报》。1914年1月，加米涅娃搬到聖彼得堡，以便列夫可以立即控制布爾什維克派報紙《真理报》。
1918年初，1917年十月革命後，加米涅娃負責人民教育委員會劇院部，從1919年10月起，她是的蘇聯共產黨婦女事務部門負責人。
1921-1923年，加米涅娃是戰勝飢餓運動的中央委員會領導成員，並監督蘇維埃新聞界對赫伯特·胡佛的美國救濟行動的宣傳運動。在1923-1925年，她是短命的外交救濟委員會的負責人，蘇維埃政府監管並清算了在蘇聯剩餘的西方慈善機構。1926年-1928年，加米涅娃擔任蘇聯與外國文化關係協會的主席。她以這種身份迎接了許多著名的西方遊客到蘇聯參訪。1920年代末期，她與加米涅夫離婚。
1941年9月11日，她與其他160名重要的政治犯被內務人民委員會帶到奧廖爾附近的梅德韋傑夫森林集體處決。